# 福岡市科学館
福岡市科学館（ふくおかしかがくかん）は、2017年（平成29年）10月1日、福岡県福岡市中央区六本松に開館した科学館。

## 沿革
福岡市中央区舞鶴にあった福岡市立少年科学文化会館の施設老朽化に伴い、福岡市は2011年（平成23年）3月に少年科学文化会館基本構想検討委員会を立ち上げ、「（仮称）福岡市青少年科学館特定事業（後に「福岡市科学館特定事業」）」を進めることとなった。九州大学六本松キャンパス跡地にJR九州の商業施設「六本松421」との複合施設内に建設され、2017年（平成29年）10月1日に開館した。

## 施設情報
開館時間
- 9:30 - 21:30
  - 5階の基本展示室は、18:00まで（入場は17:30まで）※夏休みの間は19:00まで延長（入場は18:30まで）
  - 6階のドームシアター（プラネタリウム）は、投映スケジュールに従って開場

休館日
- 火曜日（祝日を除く）
  - 火曜日が祝日の場合は開館し、翌平日が休館日となる。
  - 春休み、ゴールデンウィーク、夏休み、冬休み（下記年末年始を除く）中は火曜日でも開館。
- 年末年始（12月28日 - 翌年1月1日）

## 主な展示・施設
6階
- サイエンスホール（300席）[2]、ドームシアター（220席、プラネタリウム）[2][3]、若田光一名誉館長コーナー、ホワイエ

5階
- 基本展示室（ロボスクエア[注 2][4]、サイエンスショーステージ、クリエイティブスペースなど）オープンラボ、ミュージアムショップ

4階
- サイエンスナビ、サイエンス&クリエイティブ工房、実験室、おやこひろば、交流室

3階
- 総合案内/チケットカウンター、企画展示室、連携スクエア

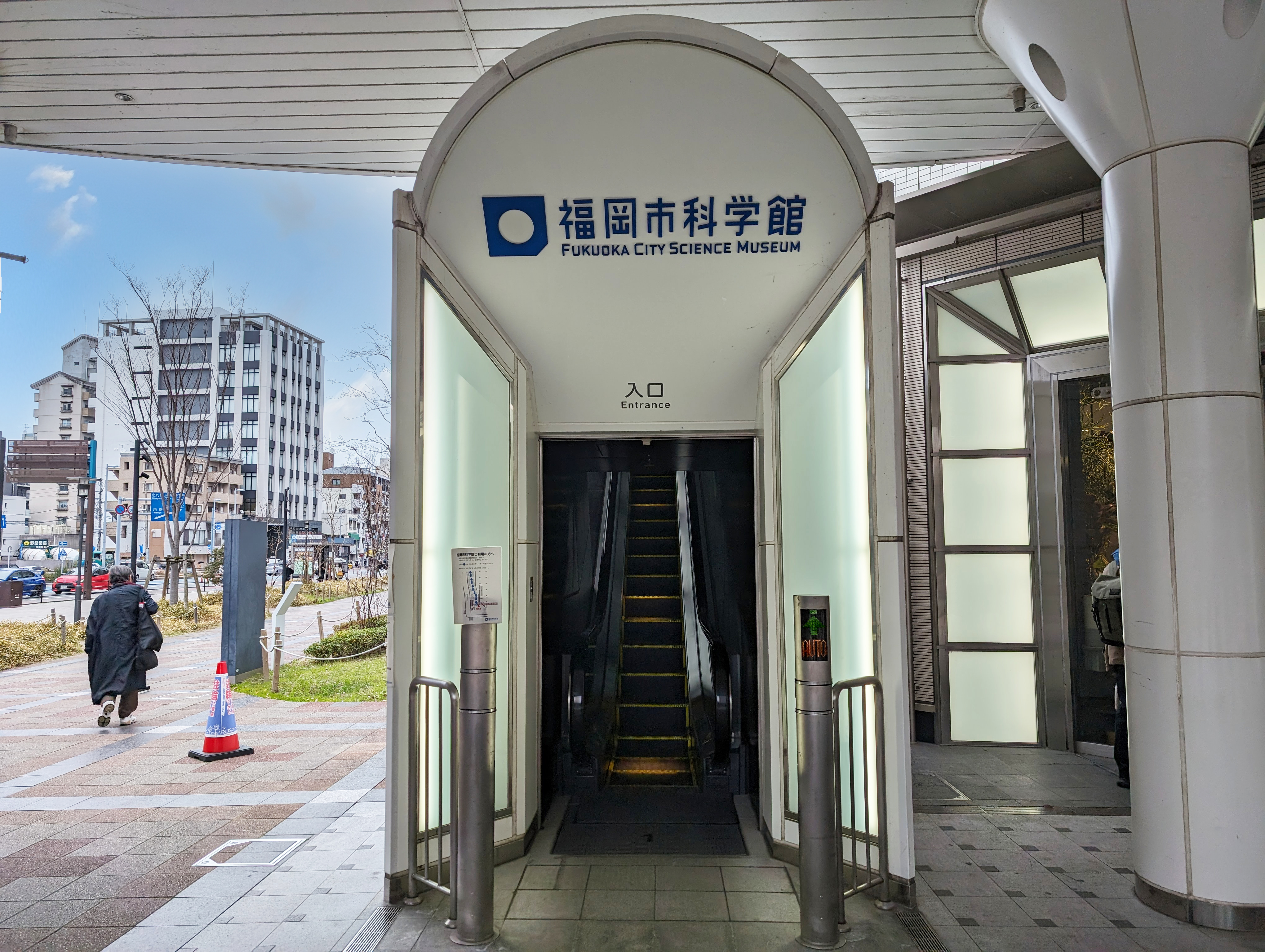
地上階の直通エスカレーター
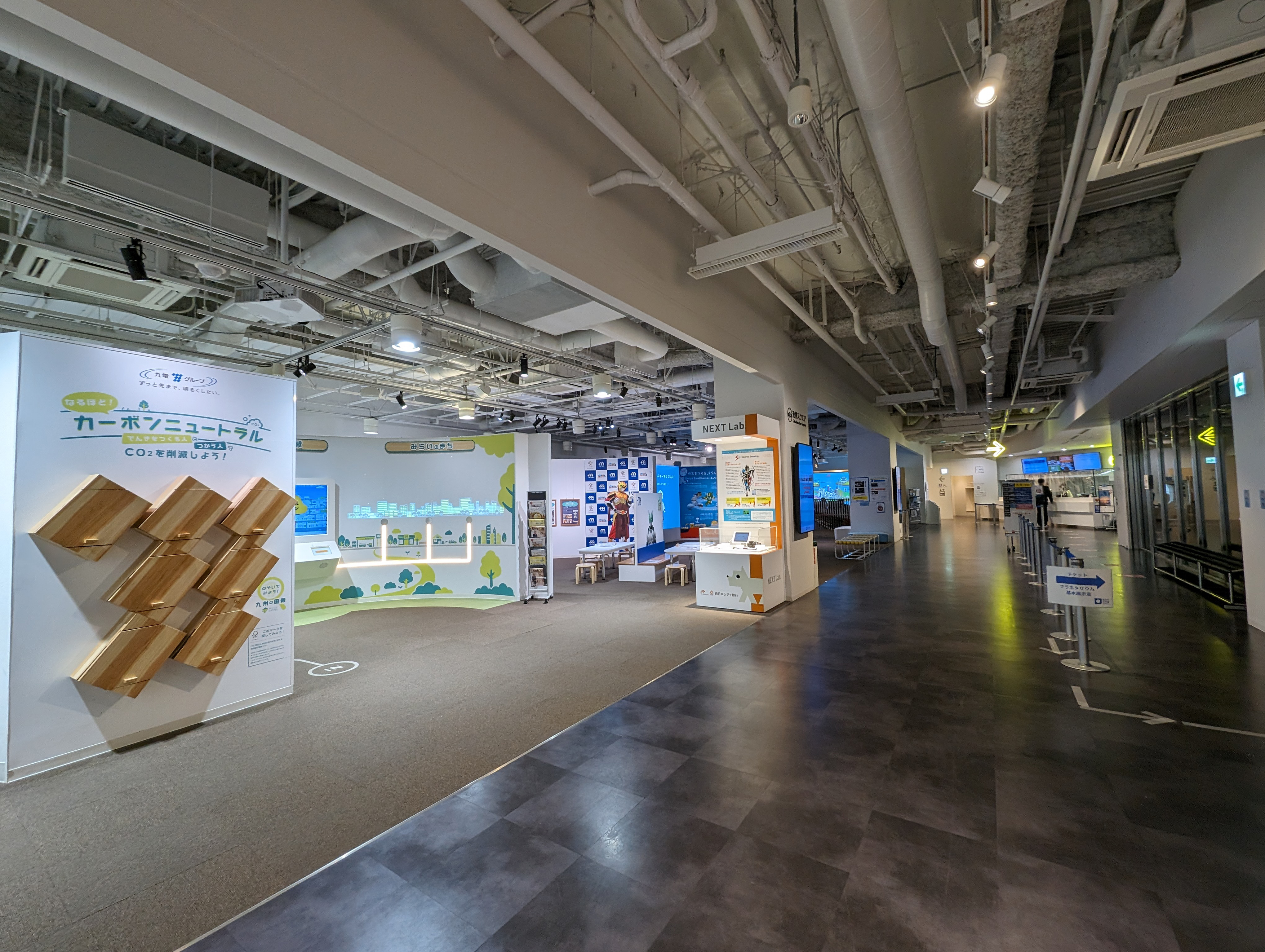
3階　企画展示室
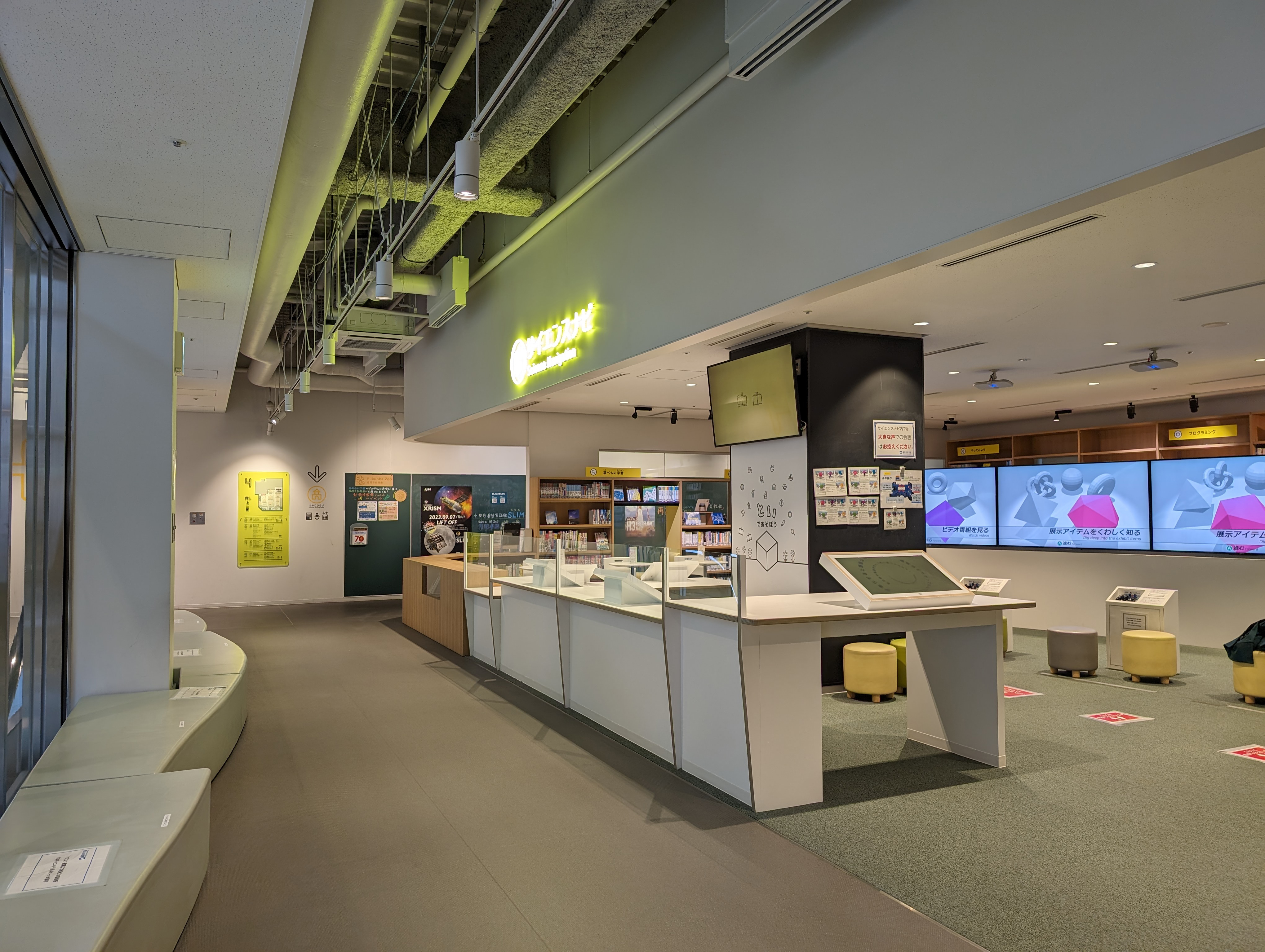
4階　サイエンスナビ
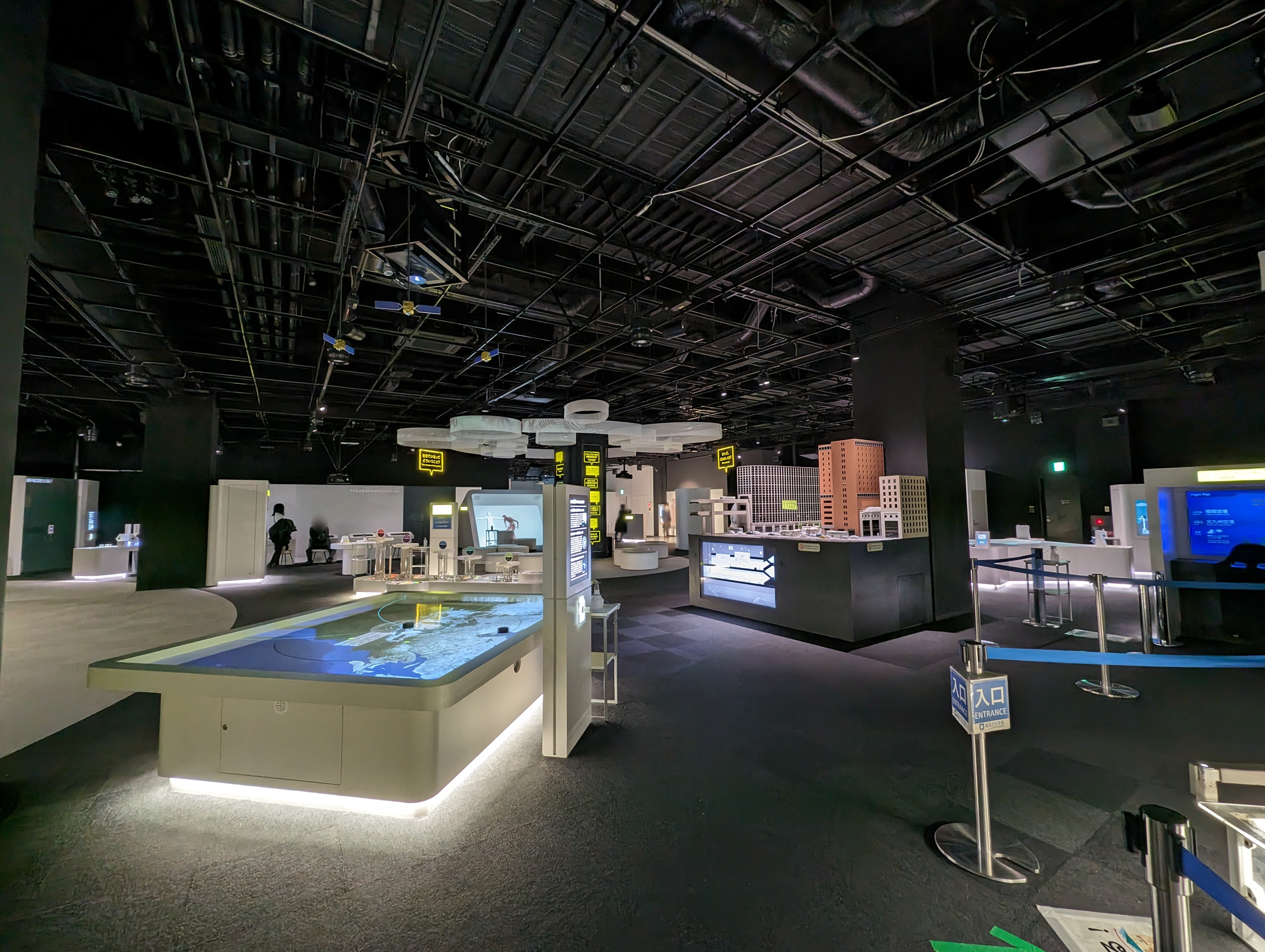
5階　基本展示室
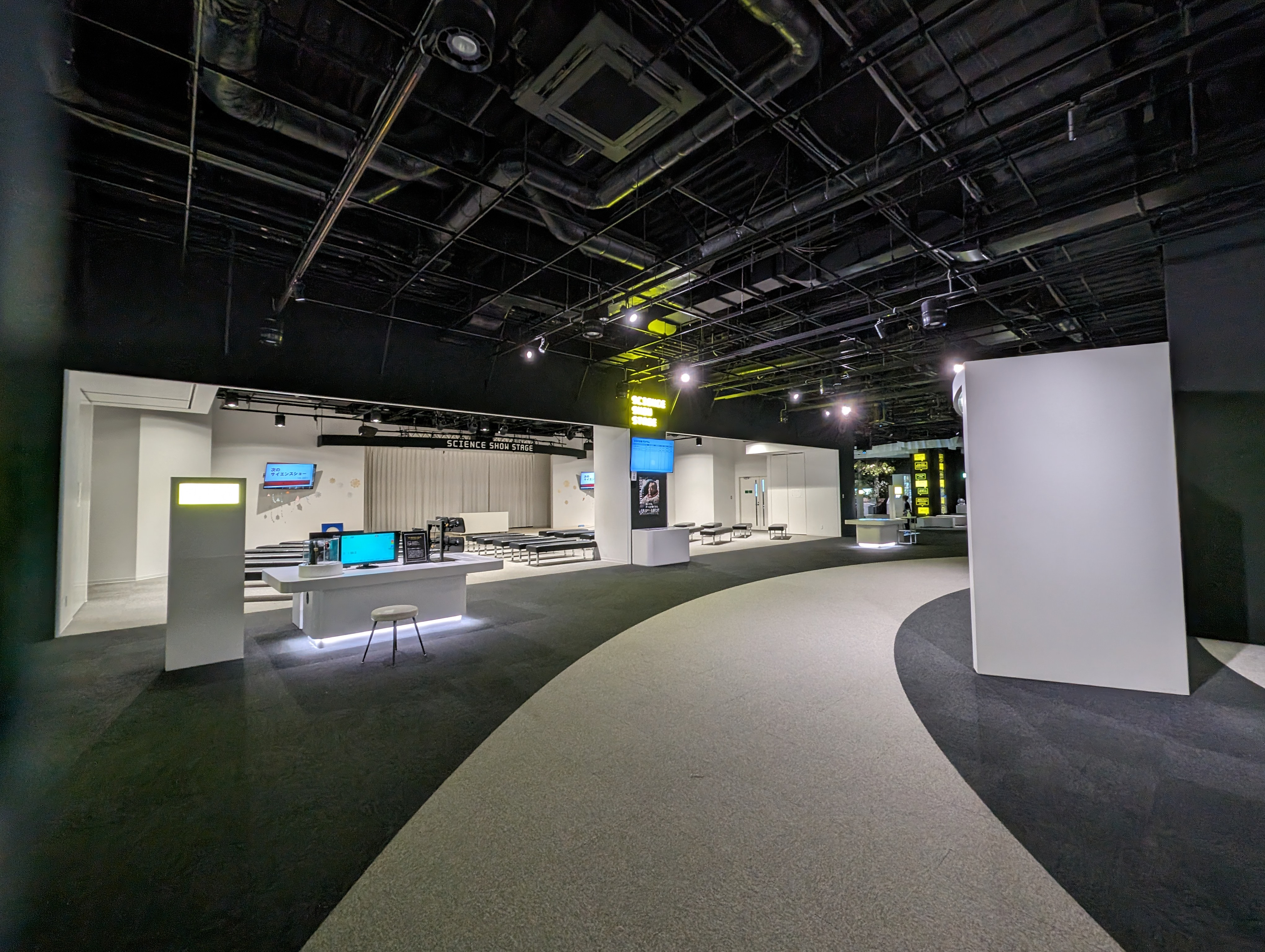
5階　基本展示室・サイエンスショーステージ
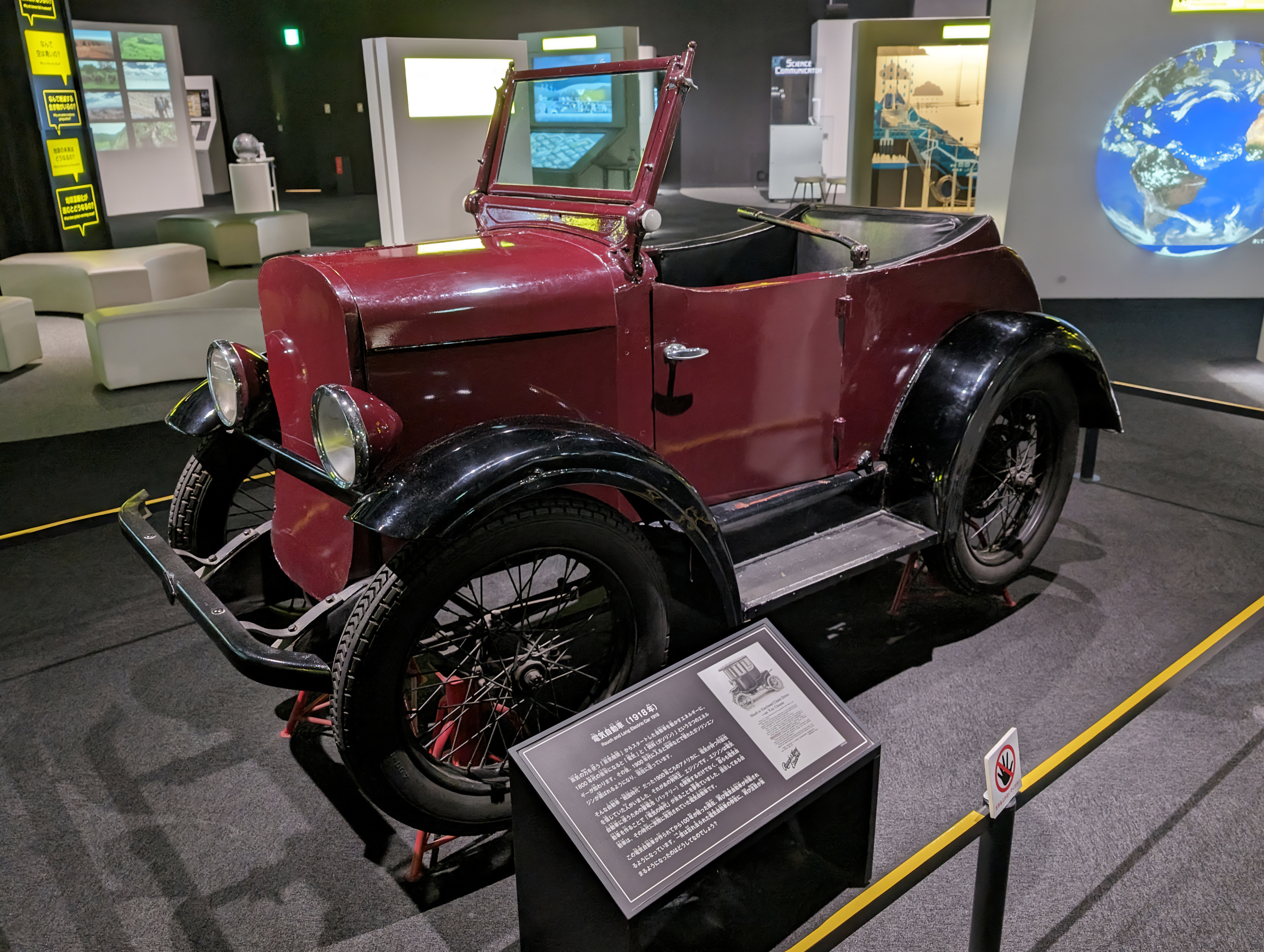
展示品（1918年の電気自動車）

## 交通
最寄り駅・バス停留所
- 福岡市営地下鉄 七隈線 「六本松（科学館前）駅」3番出口より徒歩すぐ
- 西鉄バス 「六本松」バス停

## 関係人物
- 若田光一（名誉館長[5]、宇宙飛行士）
- 伊藤久徳（初代館長、2016年4月就任[5]）
- 矢原徹一（2代目館長、2020年10月就任[5]）
- 高安礼士（プロジェクトアドバイザー[5]）